# 京都アメリカ大学コンソーシアム
京都アメリカ大学コンソーシアム（Kyoto Consortium for Japanese Studies, KCJS）は、1989年に設立された米国の13大学連盟校の留学プログラムで、日本語、文化や歴史などを学ぶプログラムである。

## 参加校
参加大学は、ボストン大学、ブラウン大学、コロンビア大学、コーネル大学、シカゴ大学、エモリ―大学、ハーバード大学、ペンシルベニア大学、プリンストン大学、スタンフォード大学、ワシントン大学セントルイス、イェール大学、バージニア大学の13大学である。

## 内容
米国の大学生が来日し、日本の同志社大学（扶桑館）で講義を受ける。
KCJSの講義は、基本的に日本語の授業を行う午前の部と午後からの専門科目（日本の文学、歴史、政治、国際関係、経済、宗教、美術等）の部とに分かれている。
授業に加え学生たちはCIP（Community Involvement Project）に参加する。これは日本の地元コミュニティに溶け込み日本語の習得を促進するプログラムである。ボランティア、サークル・クラブ活動、あるいは日本の伝統文化を学ぶなど、様々な活動に取り組む。

## 所在地
同志社大学今出川キャンパス